# Reinder Homan
Reinder Homan (Smilde, 1950) is een Nederlandse kunstenaar die tot de Noordelijke realisten gerekend kan worden.

## Biografie
Homan volgde van 1968 tot 1975 de opleiding aan de Academie voor Beeldende Kunsten Minerva in Groningen en van 1975 tot 1976 aan de Jan van Eyck Academie in Maastricht. In 1989 ondernam hij een studiereis door de Verenigde Staten. Hij ontving hiervoor een beurs van de Amerikaanse Ambassade en het Fund for Artists’ Colonies.
Hij werkte aan opdrachten voor de rijksoverheid en voor diverse gemeentelijke en provinciale overheden en instellingen, alsook voor meerdere bedrijven, tijdschriften en particulieren. Voor bibliofiele edities maakte hij illustraties.
In 1975 ontving hij de Drempelprijs van de gemeente Groningen en in 1990 de eerste prijs bij de 4e Biënnale van de Nederlandse Grafische Kunst in het Singer Museum te Laren.
Hij is lid van de Haagse Etsclub. Homan heeft samen met zijn vrouw Sofie Hupkens een galerie in Bakhuizen.

## Over het werk
Reinder Homan maakt voornamelijk etsen. Hij wordt in binnen- en buitenland geroemd om zijn zeer gedetailleerde etsen die herinneringen oproepen aan de vaardige etsers uit Hollands Gouden Eeuw. Hij is een etser pur sang die 'natuurlijke zaken' als leidraad voor zijn kunstwerken neemt. Zelf schreef hij in het blad 'Bomennieuws', voorjaar 1996, dat met name bomen tijdens verschillende perioden in zijn leven hebben gefungeerd als wachters in zijn bestaan. 'Ze vormen óf een herkenningspunt, een baken onderweg, ze zijn een vriend of vertrouweling óf vormen een symbool van vergankelijkheid'. Oude kastanjes, elzen maar ook wouden van gras, een takje, het wuivende riet, de nevel boven de weiden, lissen en andere bloemen keren terug in zijn etsen. Details worden uiterst minutieus en subiel verwerkt maar leiden nooit tot botanische, kille, prenten. Hij is op zoek naar de poëzie van de grillige werkelijkheid, naar een intensivering van de waarneming. Kunstrecensent Wim van der Beek omschreef hem ooit als een kunstenaar in wie ambachtsman, dromer en dichter samen komen en wiens etsen op eenzame hoogte staan.

## Tentoonstellingen
Reinder Homan nam meerdere malen deel aan de onafhankelijke realisten tentoonstellingen in Museum Møhlmann in Venhuizen. Daarnaast exposeerde hij werk in onder andere het Singer Museum in Laren, het Fries Museum in Leeuwarden, Museum de Buitenplaats in Eelde, De Markiezenhof in Bergen op Zoom, het Drents Museum in Assen, het Stedelijk Museum Schiedam in Schiedam, het Landesmuseum für Kunst und Kulturgeschichte in Oldenburg (BRD) en op verschillende plekken in de Verenigde Staten, Verenigd Koninkrijk, Frankrijk en Taiwan.

## Werken in collecties
Werken van Reinder Homan zijn opgenomen in de collecties van: het prentenkabinet van het Rijksmuseum Amsterdam, De Eerste Kamer in Den Haag, de Gasunie in Groningen, het Drents Museum in Assen, het Fries Museum in Leeuwarden, Museum Boijmans Van Beuningen in Rotterdam, de Radboud Universiteit van Nijmegen, de Open Universiteit in Heerlen, Museum Drachten, Museum Møhlmann in Appingedam, Museum en galerie Van Lien in Fijnaart, de J.M. van Diepenstichting in Slochteren, de NAM in Assen en the Hunt Institute for Botanical Documentation in Pittsburgh Verenigde Staten.

## Publicaties
- "Mijn vader, Reinder Homan, de etser", Sara Homan (2009). Van Gorcum. ISBN 9789023245179
- "Reinder Homan etsen naar de natuur" (1999). Van Soeren en Co. (uitverkocht).
- "Reinder Homan, Etsen" (1984). Van Soeren en Co. (uitverkocht).

- Digitale Bibliotheek voor de Nederlandse Letteren: homa008
- Stuttgart Database of Scientific Illustrators 1450–1950: 12624
- Gemeinsame Normdatei: 139455213
- International Standard Name Identifier: 0000 0000 7886 271X
- Library of Congress Control Number: n85101900
- Nederlandse Thesaurus van Auteursnamen: 07051061X
- RKD-Nederlands Instituut voor Kunstgeschiedenis: 39372
- Système universitaire de documentation: 163739773
- Union List of Artist Names: 500071641
- Virtual International Authority File: 38345552
- WorldCat: E39PBJdgRVmyKVVWjxYktyM773